# Norborne (Misuri)
Norborne es una ciudad ubicada en el condado de Carroll en el estado estadounidense de Misuri. En el Censo de 2010 tenía una población de 708 habitantes y una densidad poblacional de 422,5 personas por km².

## Geografía
Norborne se encuentra ubicada en las coordenadas 39°18′9″N 93°40′34″O / 39.30250, -93.67611. Según la Oficina del Censo de los Estados Unidos, Norborne tiene una superficie total de 1.68 km², de la cual 1.68 km² corresponden a tierra firme y (0%) 0 km² es agua.

## Demografía
Según el censo de 2010, había 708 personas residiendo en Norborne. La densidad de población era de 422,5 hab./km². De los 708 habitantes, Norborne estaba compuesto por el 95.34% blancos, el 2.12% eran afroamericanos, el 0.71% eran amerindios, el 0% eran asiáticos, el 0% eran isleños del Pacífico, el 0.14% eran de otras razas y el 1.69% pertenecían a dos o más razas. Del total de la población el 1.27% eran hispanos o latinos de cualquier raza.